# OMAS
OMAS (acronyme de Officina Meccanica Armando Simoni) était une entreprise italienne de fabrication d'outils d'écriture, fondée en 1925 et mise en liquidation en janvier 2016. Leurs produits étaient dans la gamme de prix supérieure des instruments d'écriture et avaient toujours été fabriqués dans leur usine située à Bologne. 
Les produits fabriqués comprenaient des stylos plume, de l'encre et des produits de luxe connexes. En 2018, un autre styliste italien, Ancora, a annoncé l'acquisition de la marque et des actifs OMAS et la relocalisation de ses produits. 

## Histoire
L'entreprise a été fondée par Armando Simoni sous le nom d '"Officina Meccanica Armando Simoni" (en abrégé OMAS), établie à Bologne. Simoni a également conçu les outils et l'équipement nécessaires à la fabrication de stylos plume. 
OMAS a fabriqué une variété de stylos, la ligne supérieure étant la gamme à facettes "Arte Italiana", ainsi qu'une variété de stylos en édition limitée. Dans leur histoire, ils ont introduit un certain nombre de modèles de pointe, y compris le «Doctor's pen» (qui avait un minuscule thermomètre clinique intégré) et le modèle 361 à la fin des années 1940 dont la plume pouvait être utilisé comme un crayon dur s'il est manipulé dans une position et comme un crayon flexible dans une autre. Leur dernière innovation majeure en matière de conception fut le 360, un stylo plume à corps triangulaire pour maximiser l'adhérence et le confort d'écriture, lancé en 1996. 
Le plus grand stylo fabriqué en édition non limitée dans leur production la plus récente était le Paragon à 12 facettes, le deuxième plus grand étant le Milord. La gamme de produits OMAS a été mise à jour pour la dernière fois en 2005. OMAS a continué de produire des éditions limitées basées sur leur ancien style de stylos. 
En 2000, la société française LVMH a acquis OMAS. C'était la seule société d'outils d'écriture dans la large gamme de filiales du groupe. En octobre 2007, Hengdeli Holdings Limited à Hong Kong, appelé à l'époque Xinyu Hengdeli,  a acquis 90% du capital d'OMAS. Xinyu Hengdeli avait un partenariat stratégique avec LVMH et prévoyait d'utiliser OMAS pour son expansion de produits de luxe sur le marché asiatique. L'entreprise n'était toujours pas rentable et en 2011, elle a été vendue à une autre société chinoise, O-Luxe. 
O-Luxe a décidé de fermer OMAS en novembre 2015 et la société est entrée en liquidation volontaire en janvier 2016, mettant fin à tous les échanges. 
En juin 2018, il a été annoncé qu'Ancora, un autre styliste italien, avait acquis OMAS et que la production reprendrait, OMAS restant une marque distincte, conservant ses modèles classiques et utilisant les matériaux hérités de l'ancienne société. 